# Agrilus turnbowi
Agrilus turnbowi är en skalbaggsart som beskrevs av Nelson 1990. Agrilus turnbowi ingår i släktet Agrilus och familjen praktbaggar. Inga underarter finns listade i Catalogue of Life.